# Vilhelm I av Akvitanien
Vilhelm I av Akvitanien, död 918, var hertig av Akvitanien mellan 893 och 918.